# Estação Ferroviária de Lousado

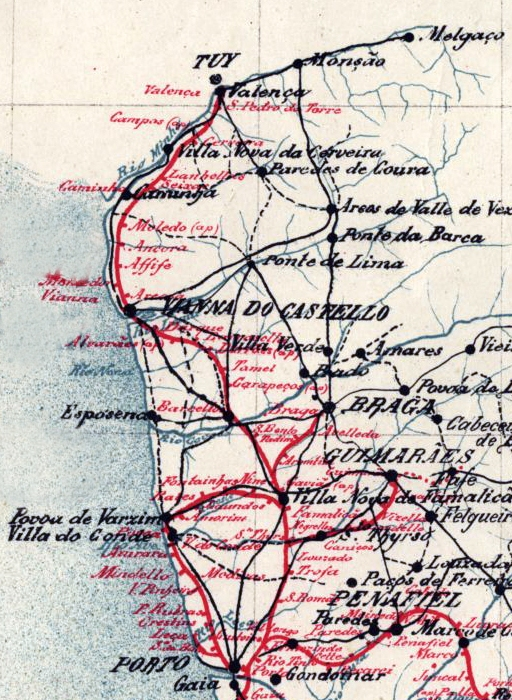
Mapa de 1895, onde a estação surge com o nome primitivo: Louzado

A Estação Ferroviária de Lousado, originalmente denominada de Louzado, é uma interface da Linha do Minho, que funciona como bifurcação com a Linha de Guimarães, e que serve a freguesia de Lousado, no concelho de Vila Nova de Famalicão, em Portugal.

## Descrição

### Localização e acessos
Esta estação situa-se na localidade de Lousado, em frente ao Largo da Estação. Junto à estação, encontra-se o Museu Ferroviário de Lousado.[carece de fontes?]

### Infraestrutura
Segundo o Directório da Rede 2011, publicado pela Rede Ferroviária Nacional em 25 de Março de 2010, a estação do Lousado possuía quatro vias de circulação, com comprimentos entre os 222 e 1153 m; todas as quatro plataformas tinham 70 cm de altura, apresentando duas 220 m de extensão, e as restantes 150 m.

## História

### Inauguração
Esta interface situa-se no troço da Linha do Minho entre Porto e Nine, que foi inaugurado em 21 de Maio de 1875, em conjunto com o Ramal de Braga.

### Ligação à Linha de Guimarães
Em 31 de Dezembro de 1883, a Companhia do Caminho de Ferro de Guimarães abriu à exploração o primeiro troço da Linha de Guimarães, da Trofa a Vizela.
Em 16 de Abril de 1901, foi noticiado que a Companhia do Caminho de Ferro do Porto à Póvoa e Famalicão pediu a concessão de uma linha de Lousado até Mindelo, que serviria para ligar a Linha da Póvoa à de Guimarães. Em 1 de Julho de 1901, foi noticiado que este projecto tinha sido recusado, uma vez que iria prejudicar a Linha do Minho, que perderia o tráfego entre Guimarães e o Porto.

### Transição para a Companhia do Norte
Na altura da sua inauguração, a Linha de Guimarães utilizava bitola métrica, e aproveitava a plataforma de via da Linha do Minho entre Lousado e Trofa, no sistema de via algaliada. Esta situação, que era suposto ser apenas provisória, acabou por se tornar definitiva, tendo o troço em comum gerado grandes problemas de tráfego para ambas as linhas. Assim, quando na Década de 1920 se iniciaram as preparações para a fusão entre as Companhias de Guimarães e da Póvoa, o estado impôs a construção de uma via independente para a Linha de Guimarães entre as duas estações, incluindo uma ponte nova sobre o Rio Ave.
Em 14 de Janeiro de 1927, a Companhia de Guimarães fundiu-se com a Companhia do Caminho de Ferro do Porto à Póvoa e Famalicão, formando a Companhia dos Caminhos de Ferro do Norte de Portugal, sem ter sido ainda construído o novo troço da Trofa ao Lousado, motivo pelo qual o estado continuou a insistir neste ponto.

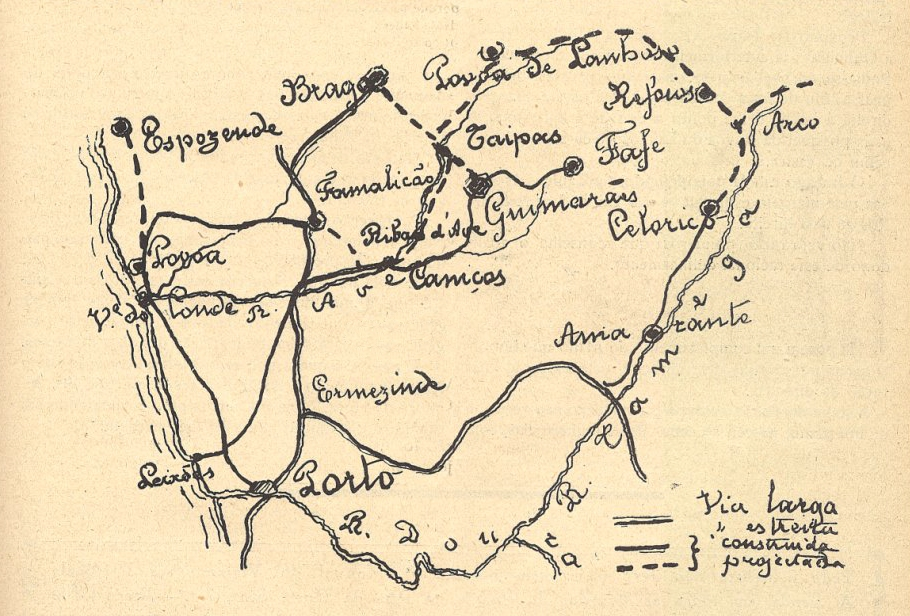
Mapa do projecto da Linha do Ave, mostrando igualmente um projecto de Famalicão a Santo Tirso, de forma a ligar directamente a Linha da Póvoa à Linha de Guimarães, sem passar por Lousado.

### Décadas de 1940 e 1950
A Companhia do Norte foi integrada na Companhia dos Caminhos de Ferro Portugueses, que começou a explorar as antigas linhas daquela empresa no dia 1 de Janeiro de 1947.
Um diploma do Ministério das Comunicações, publicado no Diário do Governo n.º 115, II Série, de 19 de Maio de 1948, aprovou o projecto da Companhia dos Caminhos de Ferro Portugueses para ampliar a estação de Lousado e construir uma concordância para ligar directamente a Linha de Guimarães à Linha de Famalicão, embora este projecto deveria ser completado com um estudo sobre os dispositivos de segurança a utilizar e obras necessárias numa passagem de nível já existente.
Um despacho de 9 de Dezembro de 1948, publicado no Diário do Governo n.º 297, II Série, de 23 de Dezembro, aprovou os projectos da Companhia dos Caminhos de Ferro Portugueses para aditamentos ao indicador geral do serviço que prestam as estações e apeadeiros e aos quadros de distâncias quilométricas de aplicação nas linhas do Minho e Douro, de forma a que o apeadeiro de Lousado na Linha do Minho e a estação de Lousado na Linha de Guimarães passassem a ser uma só estação, com o mesmo nome, sendo estabelecidas distâncias próprias para a nova estação.
Em 1949, foi algaliada a linha entre Famalicão e Lousado. Esta obra permitiu que fossem feitos comboios directos da Póvoa de Varzim a Guimarães e Fafe.
Em 1954, a estação de Lousado ganhou uma menção honrosa simples no XIII Concurso das Estações Floridas.

### Década de 1980
Na primeira metade da Década de 1980, foi criado o núcleo museológico de Lousado, instalado nas antigas cocheiras da estação, no âmbito de um programa da Companhia dos Caminhos de Ferro Portugueses para preservar o seu património histórico. Nesta época, antes das obras, o edifício de passageiros situava-se do lado nascente da via (lado direito do sentido ascendente, a Fafe).

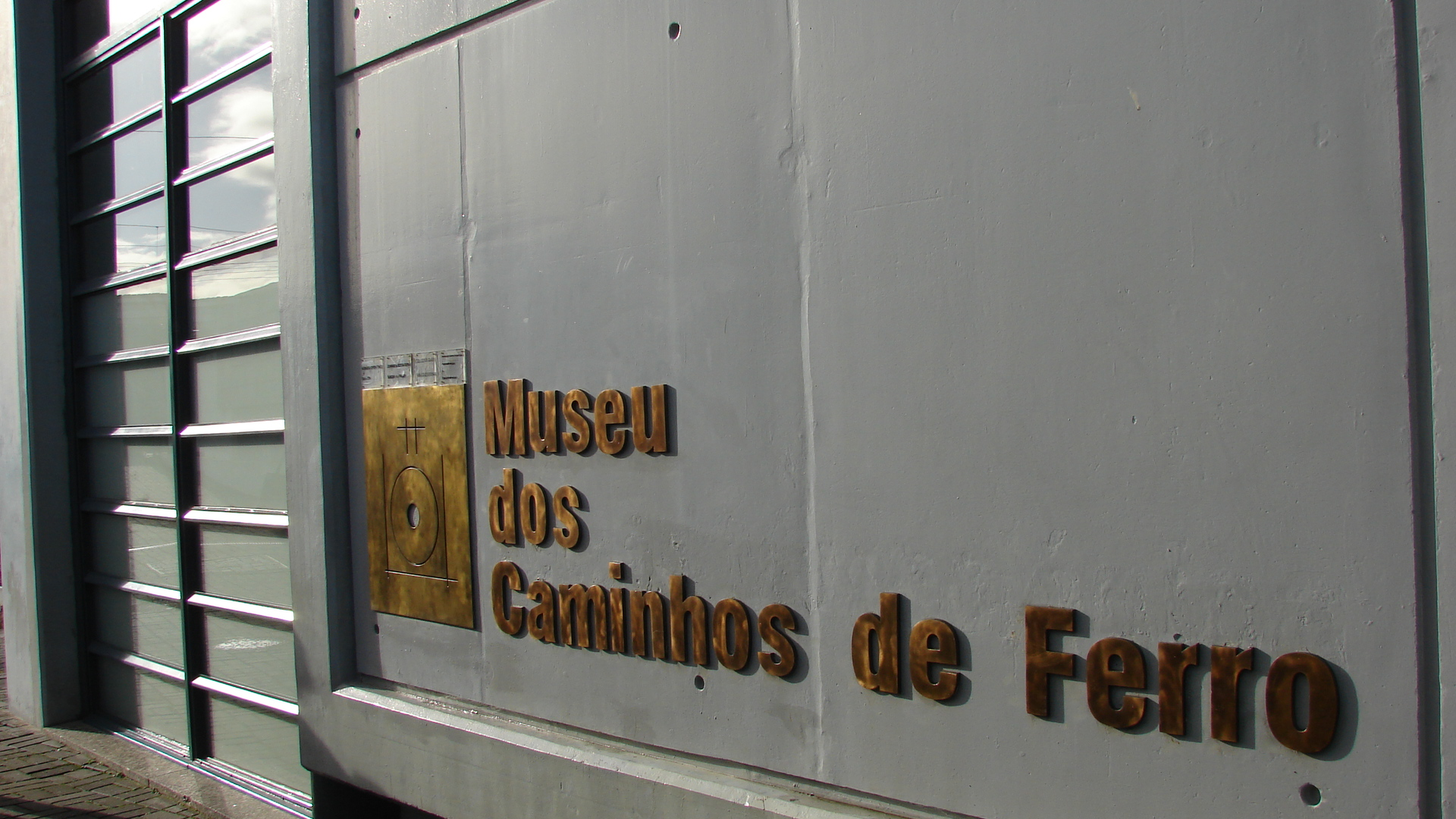
Museu Ferroviário de Lousado.

### Remodelação da Linha de Guimarães
Em 1986, foi formado o Gabinete do Nó Ferroviário do Porto, que tinha como objectivo desenvolver as ligações ferroviárias à cidade do Porto e aos seus arredores. Neste sentido, programou-se a duplicação e electrificação da via, remodelação de estações e apeadeiros e modernização da sinalização e telecomunicações nos troços de Ermesinde a Braga e de Lousado a Guimarães, sendo este último adaptado a via larga. Em Janeiro de 1996 foi terminado o estudo prévio para a remodelação entre Lousado e Nine, e nesse ano já estavam em fase de conclusão os projectos de remodelação de Lousado a Santo Tirso e São Romão, esperando-se que as respectivas obras se iniciassem no último trimestre de 1996. O objectivo destas obras era melhorar as condições de serviço dos comboios, possibilitando a criação de vários serviços suburbanos de passageiros, incluindo um semi-rápido cadenciado de São Bento a Braga, que passaria por Lousado.

Em 19 de Janeiro de 2004, a Linha de Guimarães foi reaberta após a modernização.